# Zeki Ayvaz
Zeki Ayvaz (* 1. Oktober 1989 in Akçaabat) ist ein türkischer Fußballtorwart.

## Karriere

### Verein
Zeki Ayvaz begann seine Karriere 1996, mit der Unterstützung seines Vaters, bei Akçaabat Sebatspor. Nach zehn Jahren wurde er zu Trabzonspor geholt. Nach drei Jahren in der zweiten Mannschaft, verlängerte er am 20. Mai 2009 seinen Vertrag um weitere fünf Jahre. Im Anschluss wurde er an 1461 Trabzon ausgeliehen. In zwei Spielzeiten konnte er nur zwölf Mal das Tor hüten. Zur Saison 2011/12 wurde er als vierter Torhüter wieder zu Trabzonspor geholt.
Im Sommer 2014 wurde Ayvaz innerhalb der Liga an den Aufsteiger Balıkesirspor ausgeliehen.
Zur Winterpause 2014/15 kehrte Ayvaz zu Trabzonspor zurück und wurde anschließend an den Ligarivalen Akhisar Belediyespor abgegeben. Bereits zum nächsten Saisonende verließ er diesen Klub wieder in Richtung Kartalspor. 
Zur Saison 2016/17 unterschrieb er beim Zweitligisten Denizlispor.

### Nationalmannschaft
Ayvaz machte sein erstes Länderspiel am 16. Oktober 2006 gegen die deutsche U-18-Auswahl. Danach folgten je ein Spiel in der türkischen U18-, U19- und U20-Nationalmannschaft.
Nachdem er bei Trabzonspor einige gute Leistungen zeigen konnte, wurde er im November 2013 im Rahmen zweier Testspiele zum ersten Mal in seiner Karriere vom Nationaltrainer Fatih Terim in das Aufgebot der türkischen Nationalmannschaft berufen. Er wurde für den verletzungsbedingt ausgefallenen Volkan Demirel nachnominiert.